# Вануаз
Национальный парк Вануа́з (фр. Parc national de la Vanoise) — первый национальный парк Франции. Парк основан в 1963 году. Его высочайшая точка-гора Гранд Касс (фр. Grande Casse) — 3855 м. Вокруг парка располагаются несколько популярных французских горнолыжных курортов. Он побратим со своим итальянским соседом-национальным парком Гран Парадизо (итал. Parco nazionale Gran Paradiso)
Парк известен своей популяцией диких альпийских горных козлов. Кроме них, здесь также водятся серны, альпийские сурки, рыси, зайцы-беляки и горностаи. Некоторые птицы национального парка — бородачи, беркуты и тетерева-косачи. Флору представляют 1200 видов растений, 200 из которых уникальны. Луга усеяны голубым чертополохом, эдельвейсом и вереском.